# Traulia tristis
Traulia tristis är en insektsart som beskrevs av Willy Adolf Theodor Ramme 1941. Traulia tristis ingår i släktet Traulia och familjen gräshoppor. Inga underarter finns listade i Catalogue of Life.